# المؤسسة الألمانية للتعاون الدولي
المؤسسة الألمانية للتعاون الدولي (بالإنجليزية: German Corporation for International Cooperation GmbH)‏ أو (بالألمانية: The Deutsche Gesellschaft für Internationale Zusammenarbeit (GIZ))، هي وكالة تنمية ألمانية مقرها في بون وإشبورن، وتقدم خدمات في مجال التعاون الإنمائي الدولي. تنفذ المؤسسة بشكل أساسي مشاريع التعاون الفني للوزارة الاتحادية للتعاون الاقتصادي والتنمية (BMZ)، وهي الطرف الرئيسي للتكليف، على الرغم من أنها تعمل أيضًا مع القطاع الخاص والمنظمات الحكومية الوطنية والقومية الأخرى (ولكن ليس في العادة مع المنظمات غير الحكومية) على أساس المنفعة العامة. تسعى شركة GIZ في أنشطتها إلى اتباع نموذج التنمية المستدامة، الذي يهدف إلى تحقيق التوازن بين التنمية الاقتصادية والاندماج الاجتماعي وحماية البيئة. تقدم GIZ خدمات الاستشارات وبناء القدرات في مجموعة واسعة من المجالات، بما في ذلك الاستشارات الإدارية، والتنمية الريفية، والبنية التحتية المستدامة، والأمن وبناء السلام، والتنمية الاجتماعية، والحكم والديمقراطية، والبيئة وتغير المناخ، والتنمية الاقتصادية والعمالة.
تأسست المؤسسة GIZ في 1 يناير 2011، من خلال دمج ثلاث منظمات للتنمية الدولية الألمانية. وهي الآن واحدة من أكبر وكالات التنمية في العالم، حيث حجم الأعمال يتجاوز 2.1 مليار يورو في عام 2015، بالإضافة إلى 17,319 موظف موزعين على أكثر من 120 دولة. بالإضافة إلى ذلك، وبالتعاون مع وكالة التوظيف الاتحادية الألمانية، تدير GIZ مركز للهجرة الدولية والتنمية (CIM)، وهي وكالة متخصصة في أنشطة التعاون الدولي المتعلقة بحركة العمالة العالمية.

## التنظيم
يقع مقر المؤسسة GIZ في بون وإشبورن. ولديها أيضًا تمثيل في برلين ومكاتب في 16 موقعًا آخر عبر ألمانيا. أما خارج ألمانيا، لدى الشركة تمثيل في بروكسل وتدير 90 مكتبًا حول العالم.
لأن GIZ تم تأسيسها بموجب القانون الألماني كشركة ذات مسؤولية محدودة (شركة ذات مسؤولية محدودة)، فهي محكومة من قبل مجلس إدارة يعمل نيابة عن مساهمي الشركة ويتم مراقبته من قبل مجلس إشرافي. بالإضافة إلى ذلك، لدى GIZ أيضا مجلس أمناء ومجلس استشاري للقطاع الخاص. يتكون مجلس إدارة شركة GIZ من أربعة مديرين إداريين ويرأسها تانجا جونر Tanja Gönner (يناير 2017)، في حين أن جمهورية ألمانيا الاتحادية (تمثلها الوزارة الاتحادية للتعاون الاقتصادي والتنمية (BMZ) ووزارة المالية الاتحادية (BMF)) وهي مساهم GIZ الوحيد. يتم تنظيم المنظمة إلى ثماني وحدات للشركات (تطوير الشركات، الاتصالات المؤسسية، الشؤون القانونية والتأمين، الامتثال والنزاهة، المراجعة، التقييم، أمن الشركات، أكاديمية التعاون الدولي (AIZ)) وعشرة إدارات (تكليف الأطراف وتطوير الأعمال، قطاعي التنمية؛ القطاع والبرامج العالمية؛ أفريقيا؛ آسيا، أمريكا اللاتينية، الكاريبي؛ أوروبا، البحر الأبيض المتوسط، آسيا الوسطى؛ الخدمات الدولية؛ الموارد البشرية).
تمتلك GIZ حصة قدرها 49٪ في سيكا gGmbH، الشريك المنفذ لمجتمع الأعمال الألماني، بما يتماشى مع هدف الشركة في تعزيز تنمية القطاع الخاص والتعاون بشكل وثيق مع غرف الأعمال والجمعيات في الخارج. وعلاوة على ذلك، فإن GIZ هي عضو في الشبكة الأوروبية لوكالات التنمية المنفذة (EUNIDA)، والتي شارك في تأسيسها GTZ في عام 2000.

## الأنشطة

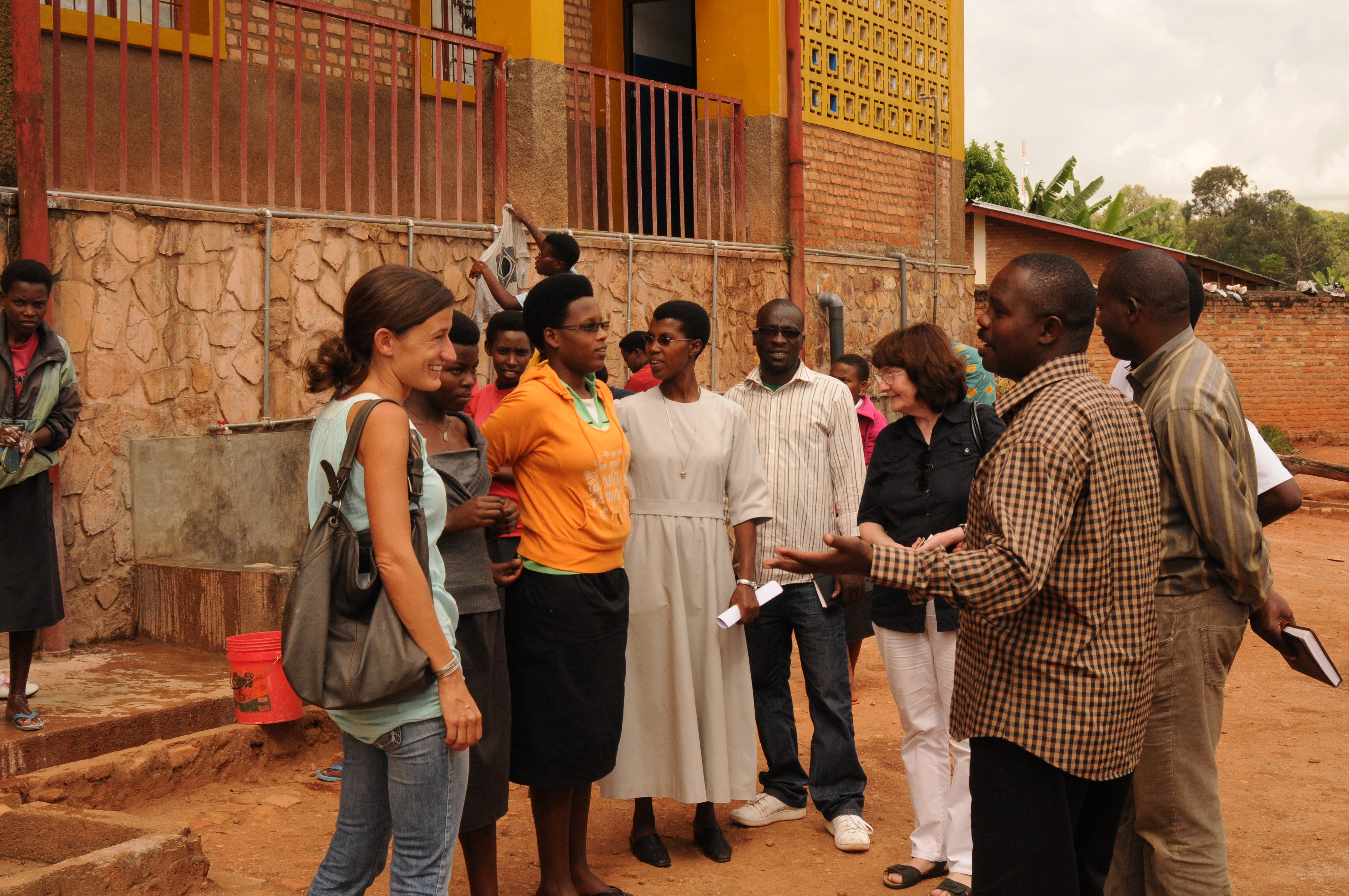
يقوم موظفو GIZ و KfW بالتعاون مع شركاء محليين بزيارة مشروع في مدرسة في جيتيجا ، بوروندي

تعتبر شركة GIZ أن تنمية القدرات هي اختصاصها الأساسي. يتم تجميع خدمات الشركة في ثماني مناطق تسمى «مناطق المنتجات» (اعتبارًا من يناير 2017):
1. المناهج [15]
  1. الخدمات الاستشارية: إدارة المشاريع والبرامج المعقدة (أعمال السعة)؛ الشراكات الإنمائية للقطاع العام مع القطاع الخاص؛ تقييم الأثر الاجتماعي
  2. تطوير الكفاءات الدولية: التعلم الإلكتروني، والتدريب الإلكتروني، والتعاون الإلكتروني؛ ورشة تطوير القيادات والمؤهلات الرئيسية للتعاون الدولي؛ تعزيز التدريب في البلدان الشريكة (القدرة على بناء القدرات)؛
  3. تدريب المتخصصين والمديرين من المنظمات الشريكة؛
  4. التجميع والتحاور : إدارة الشبكات؛ شبكات الخريجين بلا حدود، التوأمة (شراكات الإدارة في الاتحاد الأوروبي)؛ تحاور المشاركين والمساهمين؛ إدارة المنافسة، مشاركة المعرفة؛
  5. الإدارة واللوجستيات: المنح؛ إدارة التمويل؛ المشتريات العامة؛ خدمات قائمة على المعرفة تقييم؛ الرصد القائم على النتائج تحسين الجودة الشاملة (SQI).
2. التنمية الريفية [16]
  1. السياسة الزراعية والغذائية: السياسة الزراعية؛ التنمية الريفية؛ إدارة الأراضي؛ الأمن الغذائي والتغذية / الحق في الغذاء؛
  2. التجارة الزراعية، الاقتصاد الزراعي، المعايير: المعايير وسلامة الأغذية؛ تجارة زراعية سلاسل القيمة؛ مصايد الأسماك، وتربية الأحياء المائية، والمناطق الساحلية؛ التنمية المحلية والإقليمية
  3. الإنتاج الزراعي واستخدام الموارد: الاستخدام المستدام للموارد الطبيعية ونظم الإنتاج في الزراعة؛ البحوث الزراعية والابتكارات والتعليم والإرشاد؛ الماء والزراعة. تغير المناخ والزراعة. التنوع البيولوجي.
3. البنية التحتية المستدامة[17]
  1. المياه: في مجال المياه، تشمل الموضوعات الفرعية مثلإمداد الصرف الصحي المستدام، وإمدادات المياه، وسياسة المياه، وإدارة الموارد المائية، والمياه والعلاقة بين المياه والزراعة؛
  2. الطاقة: خدمات الإمداد بالطاقة الأساسية (كهرباء الريف، الفوانيس الشمسية، إلخ)، الطاقة المتجددة؛ كفاءة الطاقة، سياسات الطاقة الدولية
  3. النقل والبنية التحتية: سياسة النقل وإدارة البنية التحتية؛ التنقل الحضري المستدام.
4. الأمن وإعادة الإعمار والسلام:[18]
  1. مساعدات الطوارئ وإدارة مخاطر الكوارث: إدارة مخاطر الكوارث؛ الأمن الغذائي في سياق النزاعات والكوارث؛ إعادة الإعمار للوقاية من الأزمات؛
  2. السلام والأمن: إصلاح القطاع الأمني؛ منع الأزمات وبناء السلام؛
5. التنمية الاجتماعية:[19]
  1. الصحة: تعزيز الصحة؛ تحسين الصحة الجنسية والإنجابية؛ تقوية النظم الصحية فيروس نقص المناعة البشرية والصحة؛
  2. التعليم: تعليم جيد لمستقبل أفضل؛ التدريب وبناء القدرات للمعلمين؛
  3. الحماية الاجتماعية: حماية الصحة الاجتماعية؛ استراتيجيات لتنفيذ العدالة الاجتماعية؛
6. الحكم والديمقراطية:[20]
  1. الديمقراطية وسيادة القانون: تعزيز الديمقراطية؛ الحكم الرشيد، النوع؛ منع الفساد؛ حقوق الإنسان؛ القانون والعدالة؛ تشجيع مشاركة المواطنين
  2. اللامركزية والتنمية الحضرية: اللامركزية؛ التنمية الحضرية والبلدية؛
  3. المالية العامة والإدارة: إصلاح المالية العامة؛ الإدارة العامة؛ تعزيز الإدارة الرشيدة في القطاع الاستخراجي (على سبيل المثال، مبادرة EITI)؛
7. البيئة وتغير المناخ:[21]
  1. تغير المناخ: تغير المناخ (تنفيذ اتفاقية الأمم المتحدة الإطارية بشأن تغير المناخ)؛ الحماية المتكاملة للأوزون وحماية المناخ؛
  2. إدارة الموارد الطبيعية: سياسة الغابات والإدارة المستدامة للغابات؛ مكافحة التصحر (على سبيل المثال، استناداً إلى اتفاقية الأمم المتحدة لمكافحة التصحر)؛ التنوع البيولوجي (تنفيذ اتفاقية الأمم المتحدة المتعلقة بالتنوع البيولوجي)؛
  3. الإدارة البيئية الحضرية والصناعية: إدارة النفايات وإعادة التدوير؛ اقتصاد فعال في الموارد السياحة المستدامة؛
  4. السياسة البيئية: السياسة البيئية؛ تمويل بيئي التعاون البيئي الإقليمي؛ الإقتصاد الأخضر؛
8. التنمية الاقتصادية والعمالة:[22]
  1. سوق العمل والتعليم المهني والتقني: أنظمة التعليم والتدريب المهني والتقني الموجهة نحو سوق العمل؛ تنمية المهارات لتأمين سبل العيش؛ تعزيز سياسات العمالة والعمالة المستدامة (بما في ذلك السلامة والصحة المهنيتان، حقوق العمال، النقابات، إلخ)؛
  2. تطوير النظام المالي: التمويل الأصغر؛ التمويل الريفي وتمويل الزراعة والشركات الصغيرة والمتوسطة؛ تأمين؛ استقرار القطاع المالي وتنمية سوق رأس المال؛
  3. القطاع الخاص: تنمية القطاع الخاص دعم سلاسل القيمة؛ التنمية الاقتصادية المحلية والإقليمية تشكيل الهجرة
  4. السياسة الاقتصادية: تقديم المشورة في مجال السياسات الاقتصادية من أجل التنمية الاقتصادية المستدامة؛ التجارة؛ البنية التحتية عالية الجودة وحماية المستهلك. الاقتصاد الأخضر؛ التكامل الاقتصادي الإقليمي؛

شاركت GIZ في إنشاء شبكات وجمعيات وبوابات مختلفة، ويمكنها تنفيذ أو دعم وظائف الأمانة لبعض من هذه لفترة زمنية محدودة. تتضمن الأمثلة على هذه الشبكات والجمعيات التي لها بعض مشاركة GIZ ما يلي:
- شبكة سياسة الطاقة المتجددة للقرن الواحد والعشرين (REN21)
- نصير التنوع البيولوجي BIOPAT
- بوابة خريجي ألمانيا [23]
- تحالف الصرف الصحي المستدام [21]. وتشمل جداول الأعمال العالمية الأخرى التي تدعمها GIZ التعاون بين بلدان الجنوب، أي التعاون الثنائي بين البلدان النامية والاقتصادات الناشئة، والتعاون الثلاثي بين البلدان النامية كمستفيدة، والاقتصادات الناشئة بوصفها «جهات مانحة جديدة» ومانحين تقليديين، على سبيل المثال. ألمانيا، كمساهمين في الخبرة.

تعمل GIZ بشكل وثيق مع بنك التنمية الألماني KfW ، المملوك للحكومة الألمانية، ومقره في فرانكفورت. في حين أن GIZ تنفذ هذه المشاريع نيابة عن BMZ التي تنتمي إلى «التعاون التقني»، أي تطوير القدرات، فإن KfW ينفذ مشروعات BMZ التي تنتمي إلى «التعاون المالي».
شركة GIZ ممثلة حاليًا في مجلس أصحاب المصلحة في SuRe®. SuRe® - معيار البنية التحتية المستدامة والمرنة هو معيار عالمي طوعي يدمج المعايير الرئيسية للاستدامة والمرونة في تطوير البنية التحتية والترقية. تم تطوير نظام SuRe® من قبل مؤسسة GIB و Natixis كجزء من عملية أصحاب المصلحة المتعددين وستكون متوافقة مع إرشادات ISEAL.]
وأخيرًا، تستضيف GIZ أيضًا حوار إشبورنEschborn ، وهو حدث يستمر يومين يقدم للخبراء الدوليين منتدى لتبادل المعرفة والخبرات حول موضوع معين في التعاون الدولي (على سبيل المثال «العالم في الحركة: التنقل، والهجرة، والتغير الرقمي» في عام 2014 أو «المواد الخام والموارد: النمو والقيم والمنافسة» في عام 2013). تم تنظيم حوار إشبورن كل عام منذ عام 1988.

## العملاء

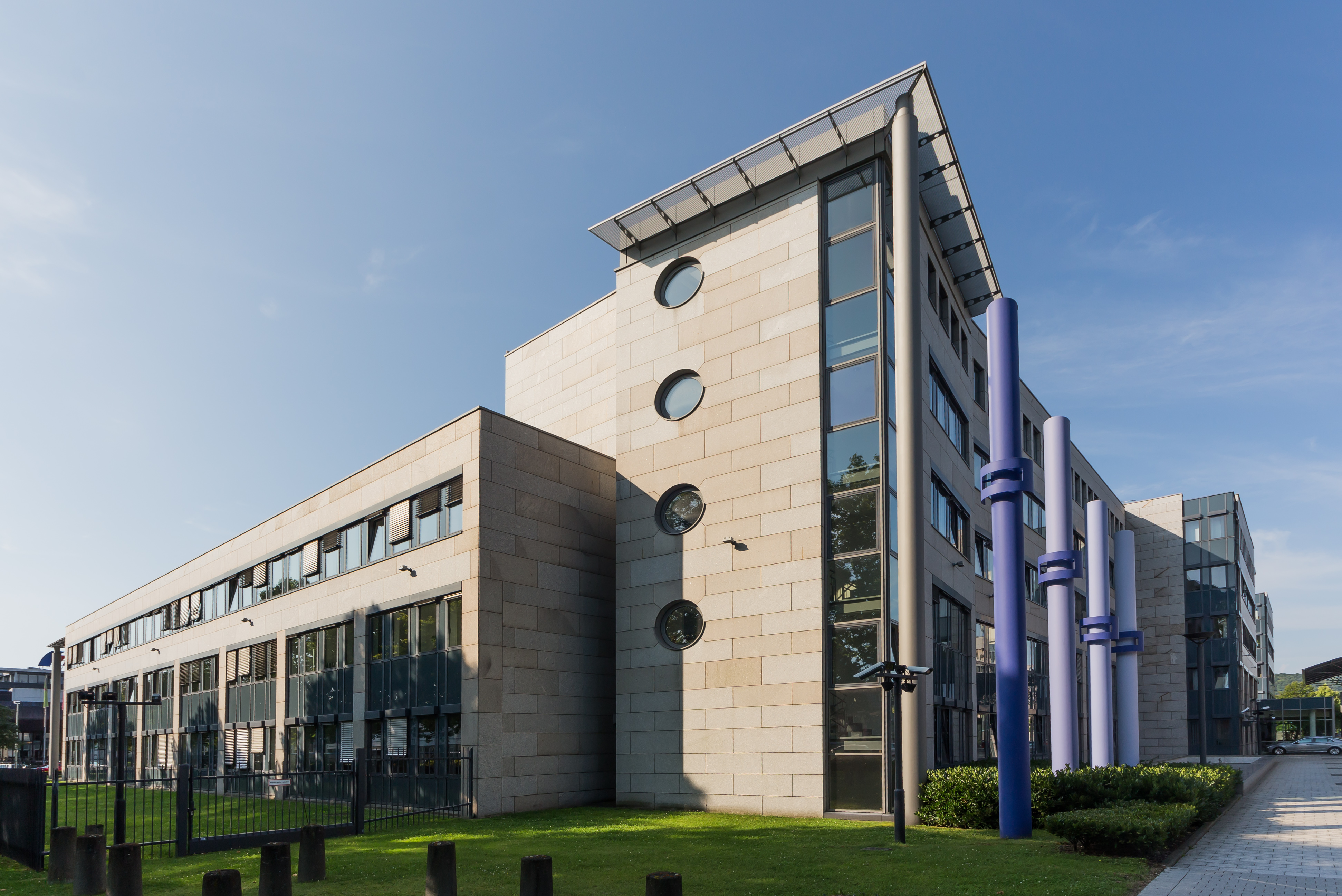
البناء الرئيسي للمؤسسة بمدينة بون، المانيا

تعمل شركة GIZ بشكل رئيسي نيابة عن الوزارة الاتحادية للتعاون الاقتصادي والتنمية (BMZ). على المستوى الوطني، وعلى أية حال، تقوم GIZ بتكليف من الإدارات الحكومية الأخرى، على سبيل المثال. وزارة الخارجية الاتحادية، أو الوزارة الاتحادية للبيئة (BMU)، أو الوزارة الاتحادية للشؤون الاقتصادية والطاقة (BMWi)، وكذلك من قبل الولايات والبلديات الألمانية. على المستوى الدولي، تتعاون الوكالة الألمانية للتعاون الدولي مع الاتحاد الأوروبي،  وكالات الأمم المتحدة، والمؤسسات الدولية الأخرى مثل الصندوق العالمي لمكافحة الإيدز والسل والملاريا (GFFATM)،  and foreign governments. والحكومات الأجنبية. يعد التعاون مع الشركات الخاصة مجالًا ناشئًا يتم الترويج له تحت اسم التنمية المستدامة. تم إنشاء GIZ مع الخدمات الدولية (IS) والشراكة بين القطاعين العام والخاص (PPP) في هذا المجال.